# Juan Manuel Rivero
Juan Manuel Rivero (Gálvez, Provincia de Santa Fe; 2 de febrero de 1985) es un jugador de básquetbol argentino cuya posición en el campo de juego es la de escolta. Sus inicios en el básquetbol fueron en el Santa Paula de su ciudad natal. 

## Trayectoria
| Club                        | País      | Año             |
| --------------------------- | --------- | --------------- |
| Gimnasia y Esgrima La Plata | Argentina | 2000 - 2005     |
| Argentino de Junín          | Argentina | 2005 - 2006     |
| Deportivo Madryn            | Argentina | 2006            |
| Central Entrerriano         | Argentina | 2006 - 2007     |
| Regatas Corrientes          | Argentina | 2007 - 2008     |
| Estudiantes de Bahía Blanca | Argentina | 2008 - 2009     |
| Regatas Corrientes          | Argentina | 2009 - 2010     |
| Atenas de Córdoba           | Argentina | 2010 - 2012     |
| Mogi das Cruzes             | Brasil    | 2012            |
| Bahía Basket                | Argentina | 2012 - 2013     |
| Fluminense                  | Brasil    | 2013            |
| Estudiantes Concordia       | Argentina | 2013 - 2014     |
| Atenas de Córdoba           | Argentina | 2014 - 2016     |
| Boca Juniors                | Argentina | 2016            |
| Gimnasia y Esgrima (CR)     | Argentina | 2016 - 2021     |
| Comunicaciones de Mercedes  | Argentina | 2021 - 2022     |
| Olivol Mundial              | Uruguay   | 2022            |
| Piratas de La Guaira        | Venezuela | 2022            |
| Boca Juniors                | Argentina | 2022            |
| Deportivo Valdivia          | Chile     | 2023 - 2024     |
| Santa Paula                 | Argentina | 2025 - Presente |

## Selección nacional
Rivero actuó en los seleccionados juveniles de baloncesto de Argentina, jugando el Campeonato Sudamericano de Baloncesto de Cadetes de 2001, el Campeonato FIBA Américas Sub-21 de 2004 y el Campeonato Mundial de Baloncesto Sub-21 Masculino de 2005 entre otros torneos. 

## Palmarés

### Liga Nacional de Básquet
- Campeón de la Liga Sudamericana de Clubes 2008
- Campeón del Torneo Súper 8 2010
- Participante de cuatro ediciones del Juego de las Estrellas de la Liga Nacional de Básquet
- Top 10 históricos en triples convertidos

### Novo Basquete Brasil
- Campeón Súpercopa Brasil 2012
- Campeón Súpercopa Brasil 2013

### Campeonato Argentino
- Campeón Argentino Juvenil
- Campeón y MVP del Campeonato Argentino de Básquet 2007

### Selección nacional
- Campeón del Sudamericano de Cadetes en el 2001.
- Campeón de la Copa Saludcoop en el 2003.
- Campeón del Sudamericano Sub-21 en el 2004.